# Ulica Adama Mickiewicza we Wrocławiu
Ulica Adama Mickiewicza – ulica na „Wielkiej Wyspie” we Wrocławiu, dawniej fragment Szosy Swojczyckiej (niem. Swoitscher Chaussee) łączącej Wrocław przez przeprawę przez rzekę Odrę z wsią Swojczyce i dalej drogą w kierunku Kamieńca Wrocławskiego i Oławy.

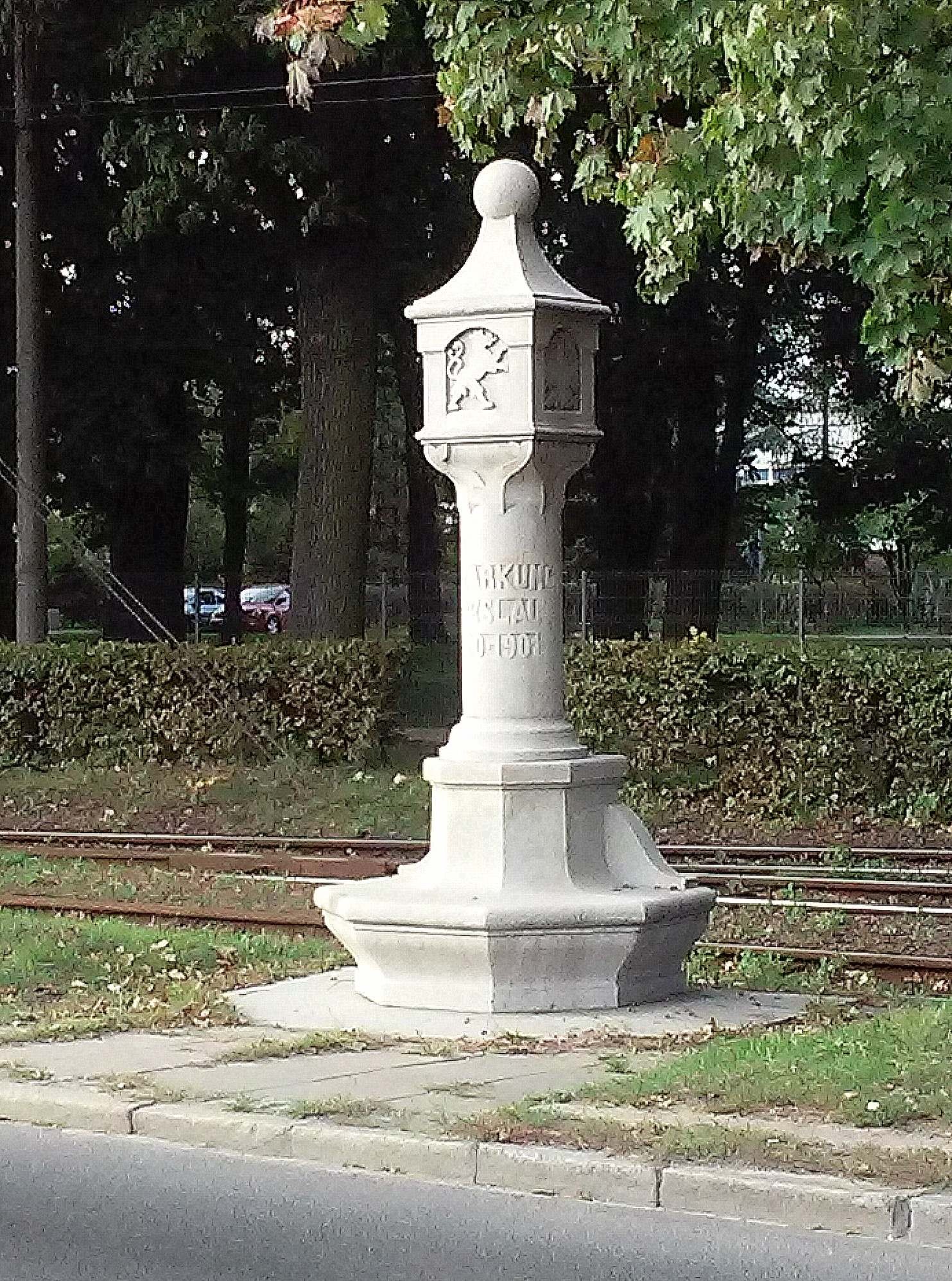
Słup graniczny miasta Wrocławia przy ul. Mickiewicza

Ulica dziś stanowi początkowy odcinek drogi wojewódzkiej nr 455; swój bieg rozpoczyna w miejscu, gdzie zaczyna się też ulica Wajdy (w roku 2017 początkowy 240-metrowy odcinek ul. Wróblewskiego, od Mostu Zwierzynieckiego wzdłuż Skweru Cybulskiego do ul. Wystawowej w sąsiedztwie wrocławskiej Wytwórni Filmów Fabularnych, został nazwany ulicą Wajdy na cześć zmarłego w październiku 2016 reżysera Andrzeja Wajdy), bezpośrednio przy wschodnim przyczółku Mostu Zwierzynieckiego, na obecnym prawym brzegu odnogi Starej Odry. Obecnie ulica ma długość ok. 2,72 km; początkowo kieruje się na wschód – północny wschód, w połowie lekko skręca w prawo, a następnie (w odległości ok. 1,6 km od początku) jeszcze bardziej w prawo przyjmując przebieg nieomal równoleżnikowy, by wreszcie pod koniec (po ok. 2,3 km, nieopodal pętli tramwajowej Sępolno) skręcić jeszcze nieco w prawo, lekko w stronę południowo-wschodnią. Przy pętli ulica rozwidla się na dwie odrębne jezdnie, przy czym jezdnia północna (dwukierunkowa) krzyżuje się z wjazdem (i zjazdem) na Mosty Bolesława Chrobrego, a jednokierunkowa jezdnia południowa – z ulicą Kosynierów Gdyńskich. Obie te jezdnie, po minięciu Mostów i ul. Kosynierów Gd. przyjmują nazwę ulicy Monte Cassino, która łączy to miejsce z osiedlem Sępolno. Wzdłuż niemal całej ulicy, od jej początku przy skrzyżowaniu z ul. Wajdy aż do pętli przy skrzyżowaniu z ul. Sowińskiego, przebiega dwutorowa linia tramwajowa.
Zachodni (początkowy) odcinek obecnej ulicy Mickiewicza (włączony do miasta w roku 1868 wraz z wsią Szczytniki) przekształcony został, w związku z rozbudową Parku Szczytnickiego około roku 1875, w reprezentacyjną aleję, wzdłuż której od lat 80. XIX wieku zaczęły powstawać wille i pałacyki zamożnych mieszkańców Wrocławia. Odcinek wschodni (który znalazł się w granicach miasta w 1904 roku po przyłączeniu doń Zalesia) zabudowywany był od lat 20. XX wieku w związku z utworzeniem nowego osiedla Sępolno (po stronie południowej ulicy) i budową kompleksu Stadionu Olimpijskiego (po stronie północnej).

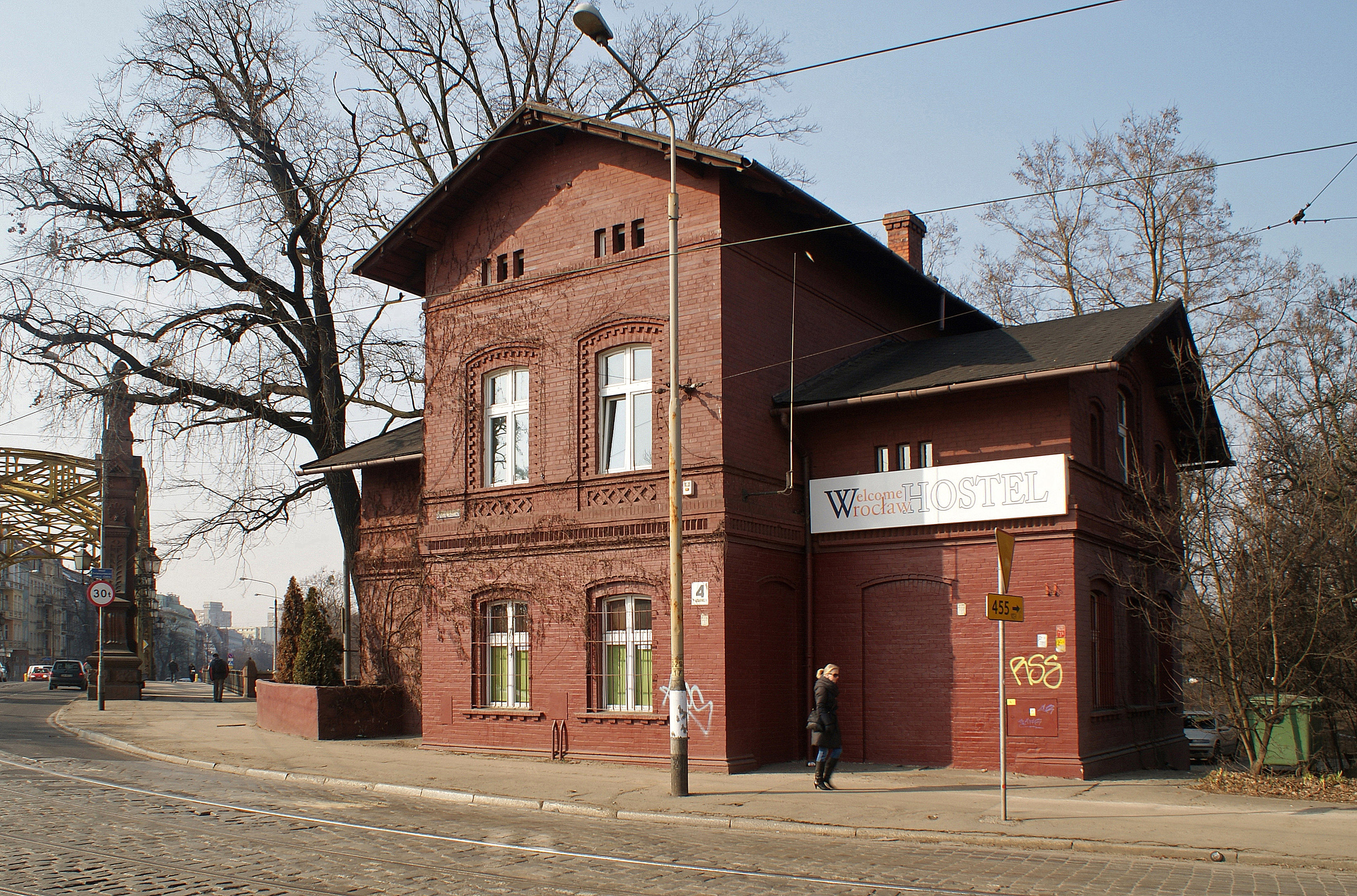
Dawna Rogatka Szczytnicka przy Moście Zwierzynieckim

Do czasów współczesnych zachował się jeden z postawionych ok. 1900 r. granicznych „Kamieni Stulecia”; znajduje się on przy końcowym odcinku ul. Mickiewicza, w pobliżu pętli tramwajowej. Natomiast na samym początku ulicy, bezpośrednio przy Moście Zwierzynieckim – pod adresem ul. Mickiewicza 4 – znajduje się wybudowany w 1868 r. budynek rogatki miejskiej – Rogatki Szczytnickiej (Scheitniger Barriere).
Od XIX wieku nazwa ulicy zmieniała się kilkakrotnie: od włączenia Szczytnik do Wrocławia w 1868 używano wciąż pierwotnej nazwy Schwoitscher Chaussee (Szosa Swojczycka); w 1888 nazwano ją Thiergartenstraße (ulica Zwierzyniecka, tak jak dzisiejsza ulica Curie-Skłodowskiej, która też była częścią Szosy Swojczyckiej). Kolejna zmiana – na Tiergartenstraße – nastąpiła w roku 1903 wskutek zmian w ortografii niemieckiej. W roku 1925 patronem ulicy został zmarły w lutym tego roku Friedrich Ebert, pierwszy prezydent Republiki Weimarskiej, w związku z czym ulica otrzymała nazwę Friedrich Ebert Straße. Wkrótce po dojściu do władzy Adolfa Hitlera (w marcu 1933) już 30 kwietnia 1933 ulicę przemianowano na Adolf Hitler Straße. Niezwłocznie po kapitulacji Wrocławia (6 maja 1945) i III Rzeszy (8 maja) powołana została we Wrocławiu Komisja Do Spraw Zmiany Nazw Ulic; jedną z pierwszych dwunastu zmian, o których zdecydowano już w czerwcu roku 1945, było przemianowanie ulicy na Adama Mickiewicza – nazwa ta obowiązuje do dzisiaj.
Znaczna część zachodniego odcinka ulicy zachowała swój rezydencjonalny charakter: znajdujące się wzdłuż niej, po północnej stronie, budynki to niegdysiejsze pałacyki i wille kupców, zamożnych mieszczan i szlachty dawnego Wrocławia. Między innymi budynek na narożnej posesji przy skrzyżowaniu z ul. Parkową (nosi adres Parkowa 1-3) to pałacyk rodziny bankiera Chrambacha, w którym od 1951 roku mieści się biblioteka wrocławskiej Akademii Medycznej. Po południowej stronie tego odcinka znajduje się część parku okalającego pobliską Halę Stulecia, a także wrocławski Ogród Japoński. Środkowy odcinek ulicy przecina Park Szczytnicki, a od skrzyżowania z al. Ignacego Paderewskiego zaczynają się obiekty Stadionu Olimpijskiego po stronie północnej i zabudowania Sępolna – po stronie południowej.

## Źródła
- Zygmunt Antkowiak: Ulice i place Wrocławia. T. 11. Wrocław: Ossolineum, 1970, s. 15, 217, 238, seria: Biblioteka wrocławska.
- Encyklopedia Wrocławia, ISBN 83-7023-749-5, wydanie I, Wrocław 2000, s. 501
- System Informacji Przestrzennej Wrocławia

## Uwagi

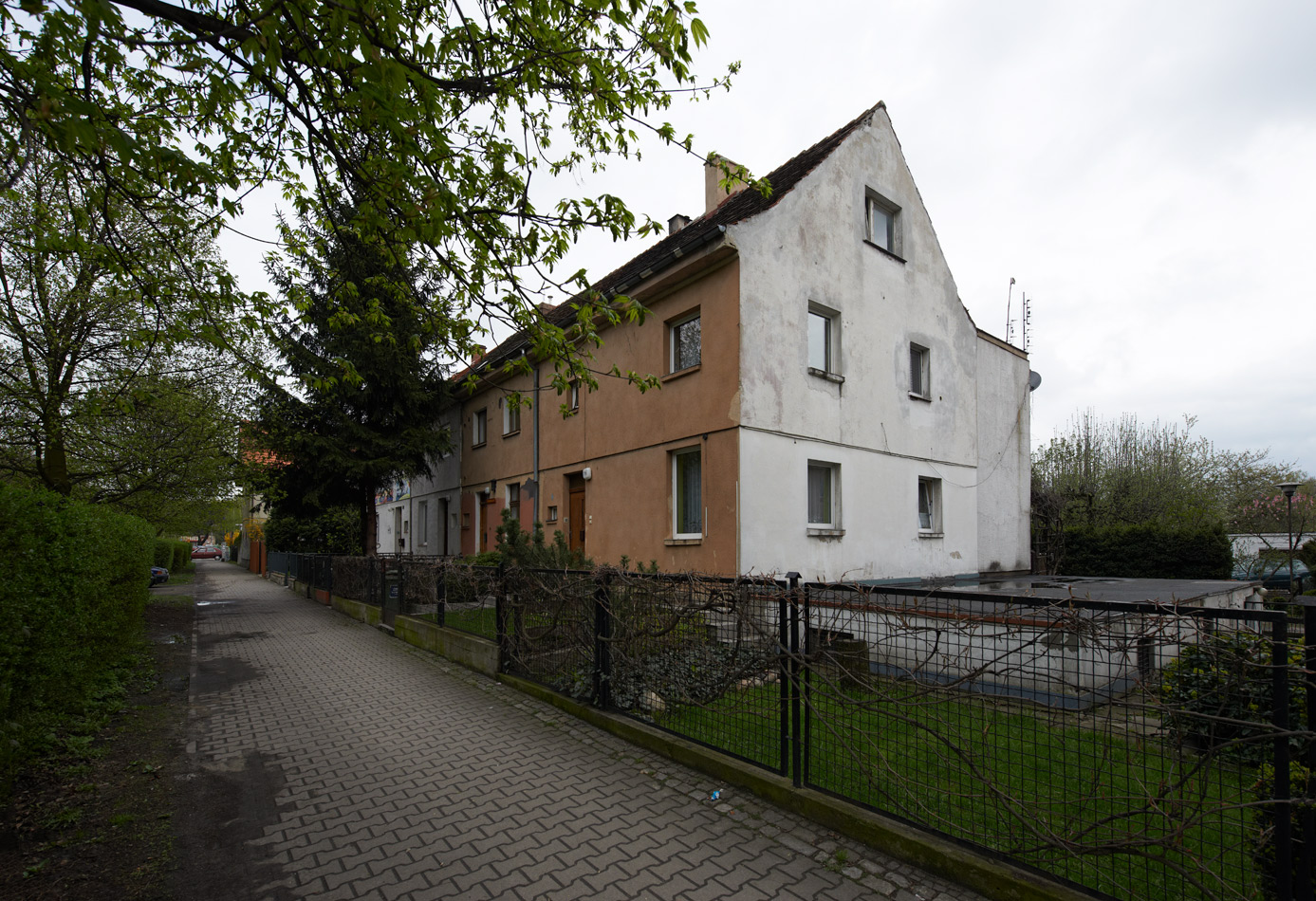
Na pierwszym planie budynek przy ul. Mickiewicza 79